# Стело, Габор
Габор Стело (венг. Sztehlo Gábor; 25 сентября 1909, Будапешт — 28 мая 1974, Интерлакен, Швейцария) — венгерский лютеранский пастор, который во время Второй мировой войны спас жизни двух тысяч человек, основатель «детской республики» Гаудиополис.

## Биография
После окончания курса теологии в Шопроне в 1931 году Стело получил стипендию в Финляндии, где он ознакомился с движением народных школ.
28 мая 1932 году был рукоположен в пасторы. После этого он стал пастором в приходе в будайской крепости, потом его перевели в Хатван, где он провел 1933—35 годы. Благодаря его работе там была построена и в 1935 году освящена новая лютеранская церковь. Затем он переселился в Киштарчу, где провёл 1935—42 годы. В 1936 году Стело женился на Илоне Лехель. В 1937 году у него появилась идея основать народную школу в Киштарче, что было осуществлено в следующем году.
В марте 1944 году епископ Шандор Раффаи поручил ему начать акцию по спасению перекрещенных еврейских детей в рамках ассоциации Хороший Пастор, которую возглавляла лютеранская церковь вместе с кальвинской церковью. А скоро Стело начал помогать всем людям еврейского происхождения, несмотря на их религиозную принадлежность. До рождества он организовал в частных домах 32 дома для детей, в которых проживали 1600 детей и 400 служащих. Помощь в снабжении домов Стело получил от миссии швейцарского Красного Креста, которой заведовал Фридрих фон Борн. Все подопечные Стело, среди них будущий лауреат Нобелевской премии Дьердь Олах (за небольшим исключением) выжили в войне.
Весной 1945 года Стело организовал детский дом для сирот, находящихся под его опекой. Дом, действовавший под названием ПАКС (PAX), располагался на вилле, предоставленной промышленным магнатом Манфредом Веисом (до её национализации в 1950 году). В этом особняке существовал Гаудиополис — город радости.
После того, как его принудили закончить работу в этом доме, Стело стал помощником пастора в приходе будайской крепости, а потом в приходах, находящихся в районах Будапешта Келенфельд и Кебаня, до октября 1951 года.
В следующие десять лет (до 1961 года) он основывал дома для престарелых и умственно отсталых. После основания такого дома в Пештхидегкуте он сам управлял им.
Жена и дети Стело уехали в Швейцарию после подавления восстания 1956 года, сам Стело не хотел оставлять своей работы и остался в Венгрии. Во время посещения семьи в Швейцарии в 1961 году он получил инфаркт. Пока Стело выздоравливал, срок действия его паспорта истёк, и он уже не мог возвратиться в Венгрию без обвинения в нелегальном нахождении за границей. Поэтому он решил остаться в Швейцарии, где работал пастором.
В 1973 году он получил звание Праведника Мира. В этом же году правительство Швейцарии выдвинуло Стело на Нобелевскую премию.
Стело умер в 1974 году за два месяца до получения швейцарского гражданства, которое позволило бы ему посетить родину. Его прах позже был перенесён на будапештское кладбище Фаркашрети.

## Гаудиополис — город радости
В сентябре 1945 году, за пять месяцев до создания Венгерской Республики, почти 800 спасенных Стело детей создали детскую республику в детском доме ПАКС. Дети сами выбирали своё «правительство», имели свою «конституцию» и другие «законы». Для того, чтобы стать «гражданином республики» надо было быть старше 9 лет. Дети учились профессиям и работали. Процветала культурная жизнь. Платили долларами Гапо.
Гаудиополис существовал исключительно благодаря поддержке Международного Красного Креста, не получая финансирования ни от государства, ни от церкви. Он просуществовал до 1950 года, когда детский дом ПАКС был национализирован.

## Память
- Жизнь Стело вдохновила сюжет и главного персонажа венгерского фильма под заглавием Valahol Európában.
- В 1990 году был основан фонд, который носит его имя.
- Его мемориальная доска находится на стенах церквей в Хатване и в будайской крепости, а также в двух местах в Надьтарче.
- Улицы, носящие имя Стело, находятся в Надьтарче и в Буде, а в Шальготарьяне один пансионат носит его имя.
- Детский дом им. Пала Вашвари в Будапеште принял имя Стело в столетнюю годовщину со дня его рождения.
- 25 сентября 2009 года, в столетнюю годовщину со дня рождения Стело, на площади Деака в Будапеште поставили памятник Стело.
- 3 июня 2010 года будайская часть набережной Дуная между площадью Батьяни и Цепным мостом в Будапеште получила имя Стело.

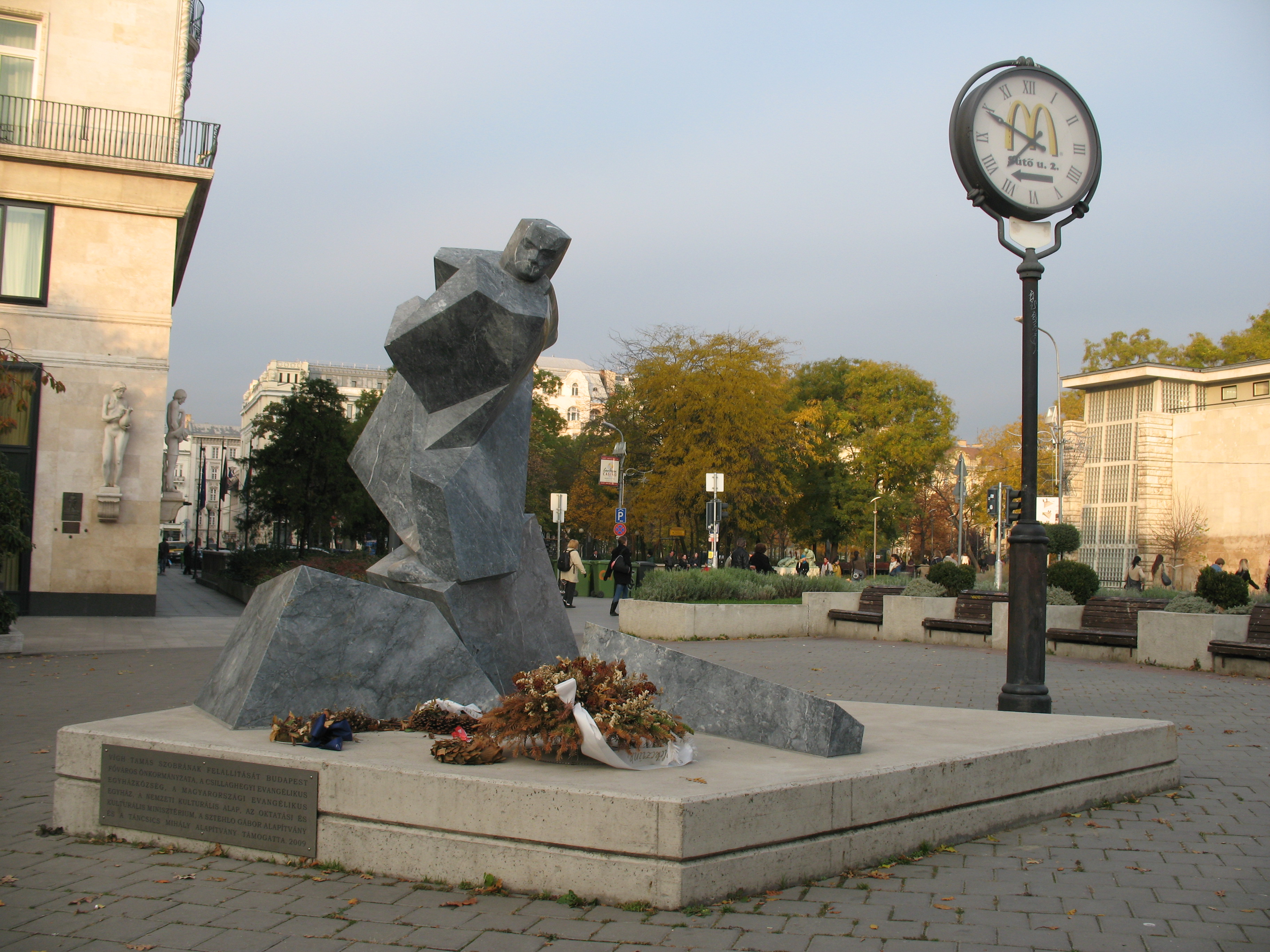
Памятник Стело на площади Деака в Будапеште

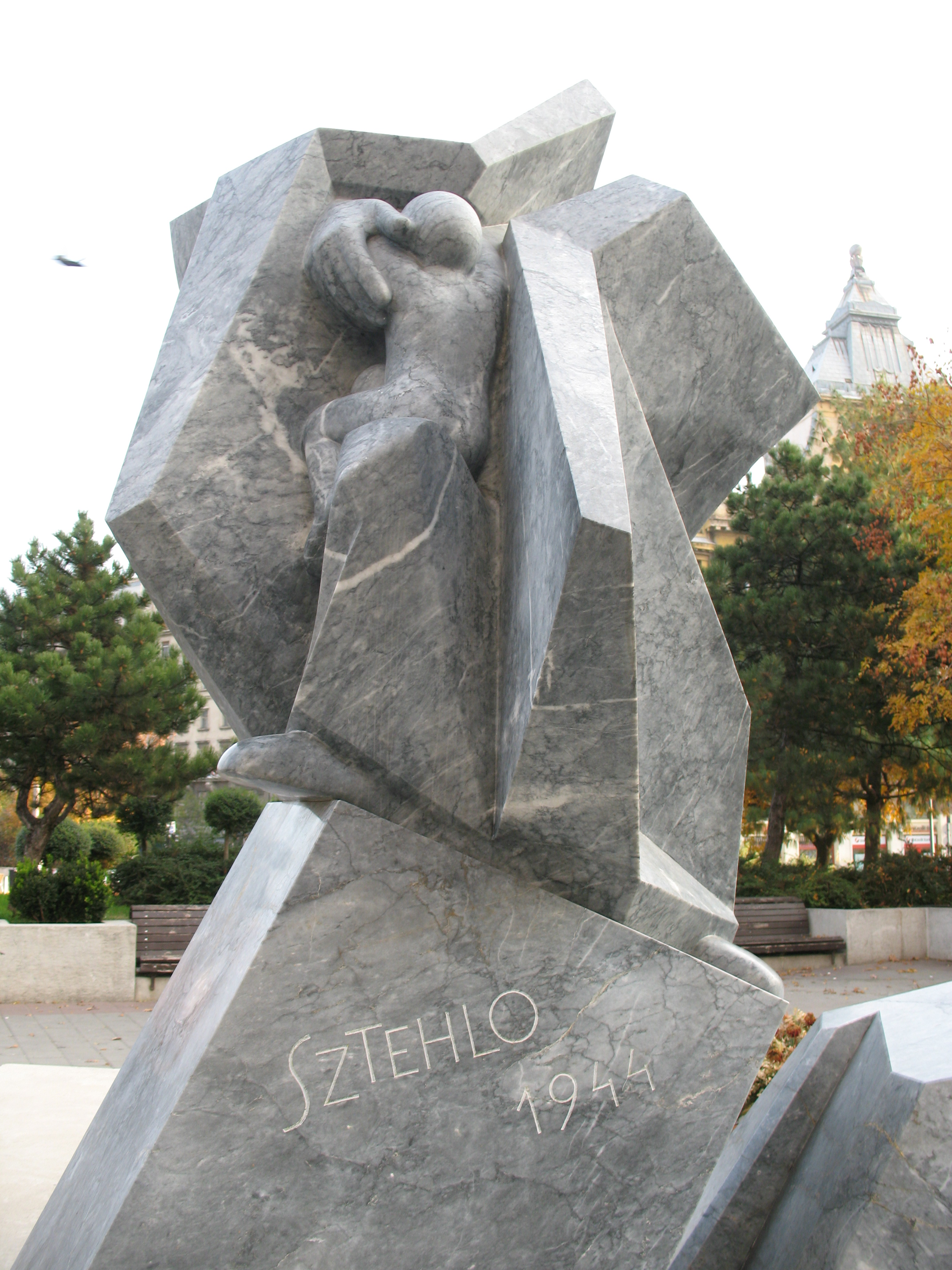
Памятник Стело на площади Деака в Будапеште, вид сзади